# Agatonismo
El agatonismo (del griego Αγαθόν, bueno) es la filosofía moral de Mario Bunge. Se presenta como una ética humanista, realista y materialista, consecuente con los demás aspectos del pensamiento bungeano.
Para Bunge, las normas morales no son verdaderas ni falsas, sino eficaces o ineficaces de cara a la consecución de ciertos objetivos como el bienestar individual, la cohesión social, etc, que pueden ser justificados[¿Por qué?] de forma racional y empírica .
Bunge postula la existencia de derechos morales primarios (aquellos cuyo ejercicio contribuye al bienestar del agente sin impedir a otras personas que ejerzan el mismo derecho) y secundarios (los que contribuyen a la felicidad razonable de alguien sin interferir con el ejercicio de los derechos primarios de otras personas). Del mismo modo, existen deberes morales primarios y secundarios. Sobre estas premisas, establece las siguientes normas de carácter general:
- 1 Los derechos y deberes primarios son inenajenables.

- 2 Las normas legales y convencionales deberían supeditarse a las normas morales.

- 3.1 Los derechos y deberes primarios tienen preferencia sobre los secundarios.

- 3.2 Los deberes primarios prevalecen sobre los derechos secundarios.

- 3.3 En caso de conflicto entre un derecho y un deber, se tiene derecho a elegir cualquiera, sujeto a la condición ii.[1]

Mario Bunge propone su ética agatonista frente a otras corrientes -el deontologismo kantiano y el utilitarismo de Bentham- que en cierta medida sintetiza. En su Diccionario de filosofía, ofrece la siguiente definición:

La filosofía moral según la cual debemos buscar lo bueno para nosotros mismos y para los demás. Su postulado máximo: “Disfruta la vida y ayuda a vivir una vida agradable.” Este principio combina el egoísmo con el altruismo. El agatonismo postula, además, que los derechos y los deberes van aparejados, que las acciones deben justificarse moralmente y que los principios morales deben evaluarse por sus consecuencias.
Mario Bunge, Diccionario de filosofía